# Lorenzo Lauria
Lorenzo Lauria (Roma, 17 luglio 1947) è un giocatore di bridge italiano, uno dei più quotati della storia.
Faceva già parte del Vecchio Blue Team, in seguito ha giocato in altri grandi team italiani come Angelini e Lavazza. Il suo curriculum sportivo comprende 15 titoli Open a squadre, 13 Coppa Italia, 3 Olimpiadi, 2 Bermuda Bowl, 8 Campionati europei e molto altro, al punto da superare come medagliere lo stesso Belladonna e per longevità agonistica un altro formidabile giocatore come De Falco.
Per un certo periodo è stato primo della classifica mondiale.